# Branimir Subašić
Pour les articles homonymes, voir Subašić.
Branimir Subašić (en serbe cyrilique : Бранимир Субашић, en azéri : Branimir Subaşiç), né le 7 avril 1982 à Belgrade en Yougoslavie, est un ancien footballeur international azerbaïdjanais, qui évolue au poste d'attaquant. 
Il compte 40 sélections et 7 buts en équipe nationale entre 2007 et 2013.

## Biographie

### Carrière de joueur
Branimir Subašić dispute 2 matchs en Ligue des champions, 9 matchs en Ligue Europa, pour 5 buts inscrits,.

### Carrière internationale
Branimir Subašić compte 40 sélections et 7 buts avec l'équipe d'Azerbaïdjan entre 2007 et 2013. 
Il est convoqué pour la première fois par le sélectionneur national Shahin Diniyev pour un match amical contre l'Ouzbékistan le 7 mars 2007, où il marque son premier but en sélection (victoire 1-0). Il reçoit sa dernière sélection le 7 juin 2013 contre le Luxembourg (1-1).

## Palmarès

### En club
- Avec le Neftchi Bakou
  - Vainqueur de la Coupe de la CEI en 2006

### Distinctions personnelles
- Meilleur attaquant du championnat d'Azerbaïdjan en 2007[réf. nécessaire]